# دانشگاه شانتو
دانشگاه شانتو (چینی: 汕头大学; پین‌یین: Shàntóu Dàxué ; به اختصار STU)، یک دانشگاه جامع در استان گوانگدونگ چین است که در سال ۱۹۸۱ با تصویب شورای ایالتی تأسیس شد. این تنها دانشگاه دولتی است که از بنیاد لی کا شینگ بودجه دریافت می‌کند.
با حمایت و کمک بنیاد لی کا شینگ و مقامات دولتی، دانشگاه شانتو در سه دهه گذشته به توسعه سریع دست یافته‌است. روابط بین بنیاد لی کا شینگ و مقامات حزب کمونیست دانشگاه طی سال‌ها با درگیری‌های مهمی که در سال‌های ۲۰۱۸ و ۲۰۱۹ رخ داد، تیره شده و از سال ۲۰۱۹، بنیاد لی کا شینگ دیگر دفتری در محوطه دانشگاه ندارد.